# NGC 5193
NGC 5193 (również PGC 47582) – galaktyka eliptyczna (E), znajdująca się w gwiazdozbiorze Centaura. Odkrył ją John Herschel 3 czerwca 1836 roku.